# Аккот-Джами
Аккот-Джами, Ак-Коть-Джами — обособленная возвышенность и куполообразная скала в северной части всхолмленного плато Бабуган-яйлы. Высота 1451 метр над уровнем моря. В 2 км к западу от вершины Куш-Кая (1339 м), в 2 км к юго-востоку от Косьмо-Дамиановского монастыря.
С трех сторон скальный выступ почти отвесен, а с юга и юго-запада относительно полог и там на вершину можно зайти без снаряжения.
Находится на территории Крымского природного заповедника, посещение без пропуска запрещено. К северу от неё, на краю яйлы, начинается тропа Бер-Бер-Богаз, ведущую на хребет Агыc-Хыр (Конёк).